# Afrarchaea godfreyi
Espèce
Synonymes
- Archaea godfreyi Hewitt, 1919

Afrarchaea godfreyi est une espèce d'araignées aranéomorphes de la famille des Archaeidae.

## Distribution
Cette espèce est endémique d'Afrique du Sud. Elle se rencontre au KwaZulu-Natal et au Cap-Oriental.
Les spécimens de Madagascar identifiés comme Afrarchaea godfreyi par Legendre en 1970 sont en fait des Eriauchenius sp..

## Étymologie
Cette espèce est nommée en l'honneur de Robert Godfrey.

## Publication originale
- Hewitt, 1919 : Descriptions of new South African spiders and a solifuge of the genus Chelypus. Records of the Albany Museum, vol. 3, p. 196-215.